# Хідновицьке газове родовище
Хідновицьке газове родовище — належить до Більче-Волицького нафтогазоносного району Передкарпатської нафтогазоносної області Західного нафтогазоносного регіону України.

## Опис
Розташоване у Львівській області на відстані 15 км від м. Мостиська.
Приурочене до Крукеницької підзони Більче-Волицької зони.
Структура виявлена в 1935 р. У сарматських відкладах Хідновицьке підняття являє собою крайню півн.-зах. структурну антиклінальну лінію, на якій далі на південний схід знаходяться Садковицька, Пинянська та Залужанська. Ця система складок тягнеться вздовж насуву Самбірської зони на Більче-Волицьку. Хідновицька складка — це півд.-східна перикліналь єдиної структури Хідновичі — Перемишль — Мацьковіце. Її розмір по ізогіпсі — 950 м 30х20 м, висота 250 м.
Перший промисловий приплив газу отримано з глибини 1800 м у 1939 р. На 1.01.1994 р. родовище знаходилось на завершальній стадії розробки.
Поклади пластові, склепінчасті, тектонічно екрановані. Режим Покладів газовий. Запаси початкові видобувні категорій А+В+С1: газу — 17018 млн. м³.